# Норвегія на зимових Паралімпійських іграх 1988
Норвегія на зимових Паралімпійських іграх 1988 року, що проходили в австрійському місті Інсбрук, була представлена 21 спортсменом (17 чоловіками та 4 жінками). Норвезькі паралімпійці завоювали 60 медалей, з них 25 золотих, 21 срібну та 14 бронзових. Паралімпійська збірна Норвегії посіла перше загальнокомандне місце.

## Медалісти
| Медаль | Призери                                                      | Вид спорту          | Дисципліна                            |
| ------ | ------------------------------------------------------------ | ------------------- | ------------------------------------- |
| Золото | Свейн Ліллеберг                                              | Біатлон             | 7,5 км, LW4 (чоловіки)                |
| Золото | Като Заль Педерсен                                           | Гірськолижний спорт | гігантський слалом, LW5/7 (чоловіки)  |
| Золото | Като Заль Педерсен                                           | Гірськолижний спорт | швидкісний спуск, LW5/7 (чоловіки)    |
| Золото | Кнут Лундстрем                                               | Ковзанярський спорт | 100 м, Gr II (чоловіки)               |
| Золото | Кнут Лундстрем                                               | Ковзанярський спорт | 500 м, Gr II (чоловіки)               |
| Золото | Кнут Лундстрем                                               | Ковзанярський спорт | 1000 м, Gr II (чоловіки)              |
| Золото | Кнут Лундстрем                                               | Ковзанярський спорт | 1500 м, Gr II (чоловіки)              |
| Золото | Сильва Олсен                                                 | Ковзанярський спорт | 500 м, Gr II (жінки)                  |
| Золото | Рагнгільд Мюклебуст                                          | Ковзанярський спорт | 100 м, Gr II (жінки)                  |
| Золото | Рагнгільд Мюклебуст                                          | Ковзанярський спорт | 700 м, Gr II (жінки)                  |
| Золото | Рагнгільд Мюклебуст                                          | Ковзанярський спорт | 1000 м, Gr II (жінки)                 |
| Золото | Тер'є Груер                                                  | Лижні перегони      | 5 км, LW3/9 (чоловіки)                |
| Золото | Тер'є Груер                                                  | Лижні перегони      | 10 км, LW3/9 (чоловіки)               |
| Золото | Ганс Антон Олієн                                             | Лижні перегони      | 15 км, B1 (чоловіки)                  |
| Золото | Кнут Лундстрем                                               | Лижні перегони      | 5 км, Gr II (чоловіки)                |
| Золото | Кнут Лундстрем                                               | Лижні перегони      | 10 км, Gr II (чоловіки)               |
| Золото | Тер'є Йогансен                                               | Лижні перегони      | 10 км, Gr I (чоловіки)                |
| Золото | Ганс Антон Олієн Арільд Говслієн Тер'є Левос Асмунд Твейт    | Лижні перегони      | естафета 4х10 км, B1-3 (чоловіки)     |
| Золото | Свейн Ліллеберг Свейн Торе Фаускруд Тер'є Груер Вігго Норсет | Лижні перегони      | естафета 4х5 км, LW2-9 (чоловіки)     |
| Золото | Тер'є Йогансен Кнут Лундстрем Ерік Сандбротен                | Лижні перегони      | естафета 3х2,5 км, Gr I—II (чоловіки) |
| Золото | Кірсті Гуєн                                                  | Лижні перегони      | 2,5 км, Gr I (жінки)                  |
| Золото | Кірсті Гуєн                                                  | Лижні перегони      | 5 км, Gr I (жінки)                    |
| Золото | Рагнгільд Мюклебуст                                          | Лижні перегони      | 2,5 км, Gr II (жінки)                 |
| Золото | Рагнгільд Мюклебуст                                          | Лижні перегони      | 5 км, Gr II (жінки)                   |
| Золото | Сіссель Серенсен                                             | Лижні перегони      | 10 км, B3 (жінки)                     |
| Срібло | Рольф Ейнар Педерсен                                         | Ковзанярський спорт | 100 м, Gr II (чоловіки)               |
| Срібло | Тер'є Йогансен                                               | Ковзанярський спорт | 500 м, Gr I (чоловіки)                |
| Срібло | Тер'є Йогансен                                               | Ковзанярський спорт | 700 м, Gr I (чоловіки)                |
| Срібло | Ерік Сандбротен                                              | Ковзанярський спорт | 500 м, Gr II (чоловіки)               |
| Срібло | Ерік Сандбротен                                              | Ковзанярський спорт | 1000 м, Gr II (чоловіки)              |
| Срібло | Ерік Сандбротен                                              | Ковзанярський спорт | 1500 м, Gr II (чоловіки)              |
| Срібло | Рагнгільд Мюклебуст                                          | Ковзанярський спорт | 500 м, Gr II (жінки)                  |
| Срібло | Сильва Олсен                                                 | Ковзанярський спорт | 100 м, Gr II (жінки)                  |
| Срібло | Сильва Олсен                                                 | Ковзанярський спорт | 700 м, Gr II (жінки)                  |
| Срібло | Сильва Олсен                                                 | Ковзанярський спорт | 1000 м, Gr II (жінки)                 |
| Срібло | Свейн Ліллеберг                                              | Лижні перегони      | 5 км, LW4 (чоловіки)                  |
| Срібло | Свейн Ліллеберг                                              | Лижні перегони      | 15 км, LW4 (чоловіки)                 |
| Срібло | Асмунд Твейт                                                 | Лижні перегони      | 15 км, B1 (чоловіки)                  |
| Срібло | Тер'є Левос                                                  | Лижні перегони      | 15 км, B2 (чоловіки)                  |
| Срібло | Тер'є Левос                                                  | Лижні перегони      | 30 км, B2 (чоловіки)                  |
| Срібло | Ерік Сандбротен                                              | Лижні перегони      | Gr II (чоловіки)                      |
| Срібло | Вігго Норсет                                                 | Лижні перегони      | 10 км, LW2 (чоловіки)                 |
| Срібло | Ганс Антон Олієн                                             | Лижні перегони      | 30 км, B1 (чоловіки)                  |
| Срібло | Сіссель Серенсен                                             | Лижні перегони      | 5 км, B3 (жінки)                      |
| Срібло | Сільва Олсен                                                 | Лижні перегони      | 2,5 км, Gr II (жінки)                 |
| Срібло | Сільва Олсен                                                 | Лижні перегони      | 5 км, Gr II (жінки)                   |
| Бронза | Свейн Торе Фаускруд                                          | Біатлон             | 7,5 км, (чоловіки)                    |
| Бронза | Ерік Сандбротен                                              | Ковзанярський спорт | 100 м, Gr II (чоловіки)               |
| Бронза | Тер'є Йогансен                                               | Ковзанярський спорт | 300 м, Gr I (чоловіки)                |
| Бронза | Рольф Ейнар Педерсен                                         | Ковзанярський спорт | 500 м, Gr II (чоловіки)               |
| Бронза | Рольф Ейнар Педерсен                                         | Ковзанярський спорт | 1000 м, Gr II (чоловіки)              |
| Бронза | Атле Гагленд                                                 | Ковзанярський спорт | 1500 м, Gr II (чоловіки)              |
| Бронза | Кірсті Гуєн                                                  | Ковзанярський спорт | 100 м, Gr II (жінки)                  |
| Бронза | Кірсті Гуєн                                                  | Ковзанярський спорт | 500 м, Gr II (жінки)                  |
| Бронза | Кірсті Гуєн                                                  | Ковзанярський спорт | 700 м, Gr II (жінки)                  |
| Бронза | Кірсті Гуєн                                                  | Ковзанярський спорт | 1000 м, Gr II (жінки)                 |
| Бронза | Свейн Торе Фаускруд                                          | Лижні перегони      | 5 км, LW4 (чоловіки)                  |
| Бронза | Свейн Торе Фаускруд                                          | Лижні перегони      | 15 км, LW4 (чоловіки)                 |
| Бронза | Асмунд Твейт                                                 | Лижні перегони      | 30 км, B1 (чоловіки)                  |
| Бронза | Ерік Сандбротен                                              | Лижні перегони      | 10 км, Gr II (чоловіки)               |